# Urèter
En l'anatomia humana, els urèters són tubs musculars que impulsen l'orina des dels ronyons fins a la bufeta urinària. En els éssers humans adults, els urèters tenen generalment uns 25-30 cm de llarg i 3-4 mm de diàmetre.
Els urèters s'originen de la pelvis renal a la cara medial de cada ronyó i baixen cap a la bufeta per la part davantera del psoes major. Els urèters creuen la cresta ilíaca, prop de la bifurcació de les artèries ilíaques. Aquesta "unió pieloureteral" és un lloc comú per a la impactació dels càlculs renals (l'altra és la vàlvula ureterovesical). Després els urèters baixen posteroinferiorment a les parets laterals de la pelvis i seguidament es corben anteriormedialment per entrar a la bufeta per la part posterior, en la unió vesicoureteral (passant per dins de la paret de la bufeta durant uns pocs centímetres). El reflux de l'orina es veu impedit per les vàlvules conegudes com a vàlvules ureterovesicals.
En la dona, els urèters passen pel mesometri en el camí de la bufeta.
Els urèters es troben també en totes les altres espècies amniotes, tot i els conductes de diferents, tenen la mateixa funció en els amfibis i peixos.